# Szontagh Gusztáv
Iglói Szontagh Gusztáv Adolf (Csetnek, 1793. április 9. – Pest, 1858. június 7.) katonatiszt, növénytermesztő, filozófus, esztéta, kritikus, császári és királyi kapitány, a Magyar Tudományos Akadémia rendes tagja.

## Élete
Szontagh Ádám megyei szolgabíró és Bodó Zsuzsa fia. Csetneken (Gömör vármegye) született, innét Miskolcra küldték a református líceumba magyarul tanulni; majd a mezőberényi evangélikus iskolában folytatta tanulmányait. A filozófiai tanfolyamot Pesten az egyetemen, a törvénytudományit Késmárkon végezte. Joggyakorlaton Rozsnyón volt Cházár András főjegyző mellett. A kiújúló franciaellenes háború miatt, 1813-ban katona lett a 33. sz. magyar gyalogezredben, 1814-ben pedig mint zászlótartó vett részt a franciaországi táborozásban, a déli sereggel. Részt vett a mâconi, ville-franchei, lyoni és romansi ütközetekben is. A háború után 13 és fél évig hadnagy maradt a báró Máriássy-ezredben. Utóbb al- és főkapitányságra gyorsan lépett elő. 1837. január 1-jén nyugalomba lépett. 1832. március 9-én a Magyar Tudományos Akadémia levelező tagjává választotta (1839. november 23-án lett rendes tag a bölcseleti osztályban). A magyar gazdasági egyesületnek az 1840-es években lett rendes tagja. Különös szenvedéllyel tanulmányozta és űzte gyakorlatilag is a dinnyészetet. Másik elméleti és gyakorlati gazdasági szaktárgya volt a dohánytermesztés. Kisfaludy Károly egyik legjobb barátjaként 1836. november 12-én részt vett a Kisfaludy Társaság alapításában, melynek aztán rendes tagja lett. Nőtlen életet élt. Meghalt 1858. június 7-én Pesten. Sírja fölé a Kerepesi úti temetőben az Akadémia és a Gazdasági egyesület mészkő obeliszk emléket állított, melyen mára olvashatatlan sírverse:
- „Karddal s tollával nemesen szolgálta hazáját,
- Hű mint hős, mint bölcs mély eszű, tiszta szivű.
- A kardot letéve, de a tollal harcolva végig
- Jobbjából a halál míg maga vette ki azt. "

Olajfestésű arcképe a Magyar Tudományos Akadémia arcképes termében van.
Korszakának egyik legjelentősebb kritikusaként tartják számon. Igyekezett kiépíteni egy sajátosan magyar filozófiai rendszert, az ún. „egyezményes filozófiát”, mely eklektikus, agnosztikus, új kantiánus jellegével törekedett arra, hogy a társadalmi ellentmondásokat elfedje. Szontághot neves dinnyetermesztőként is ismerték.

## Publikációi
Cikkei a következő folyóiratokban jelentek meg: Tudományos Gyűjtemény (1826. VIII. Bajnoki harcz Takács Éva asszony ügyében, 1827. VII. A literaturai kritikás folyóírásokról Tuskó Simplicius aláírással), Koszorú, (1828. Új Bábelból vígj. 1 felv. egy jelenet; előadatott a pesti Nemzeti Színházban 1837. szept. 26.), Élet és Literatura (1829. Hit, remény és szeretet), Kritikai Lapok (1831. Könyvismertetések Szamosy álnévvel), Tudománytár (1835. Napoleon az író), Aurora (1837. Pályakép), Figyelmező (1837-39. könyvism. Tornay, Karácson Tivadar, Alkendi álnevek alatt), A magyar tudományos társaság Évkönyvei (1839. A magyar philosophiának alapelvei, székfoglaló. V. 1838-40. Emlékbeszéd Tanárky Gedeon felett). Árvízkönyv (1840. iv. Beszállásolás, vígj. 1. felv.), a Kisfaludy-Társaság Évlapjai (I. 1841. Kisfaludy Károly munkálkodásának criticai irányáról, VII. 1846. A művészet kútforrásai, elemei, kellékei és viszonyai az élethez). Gazdasági cikkek: Magyar Gazda (1843-47), Társalkodó (1847), Gazdasági Lapok (1849-57). Pesti Napló (1881. 198., 200. sz. Ismeretlen levelei) sat.

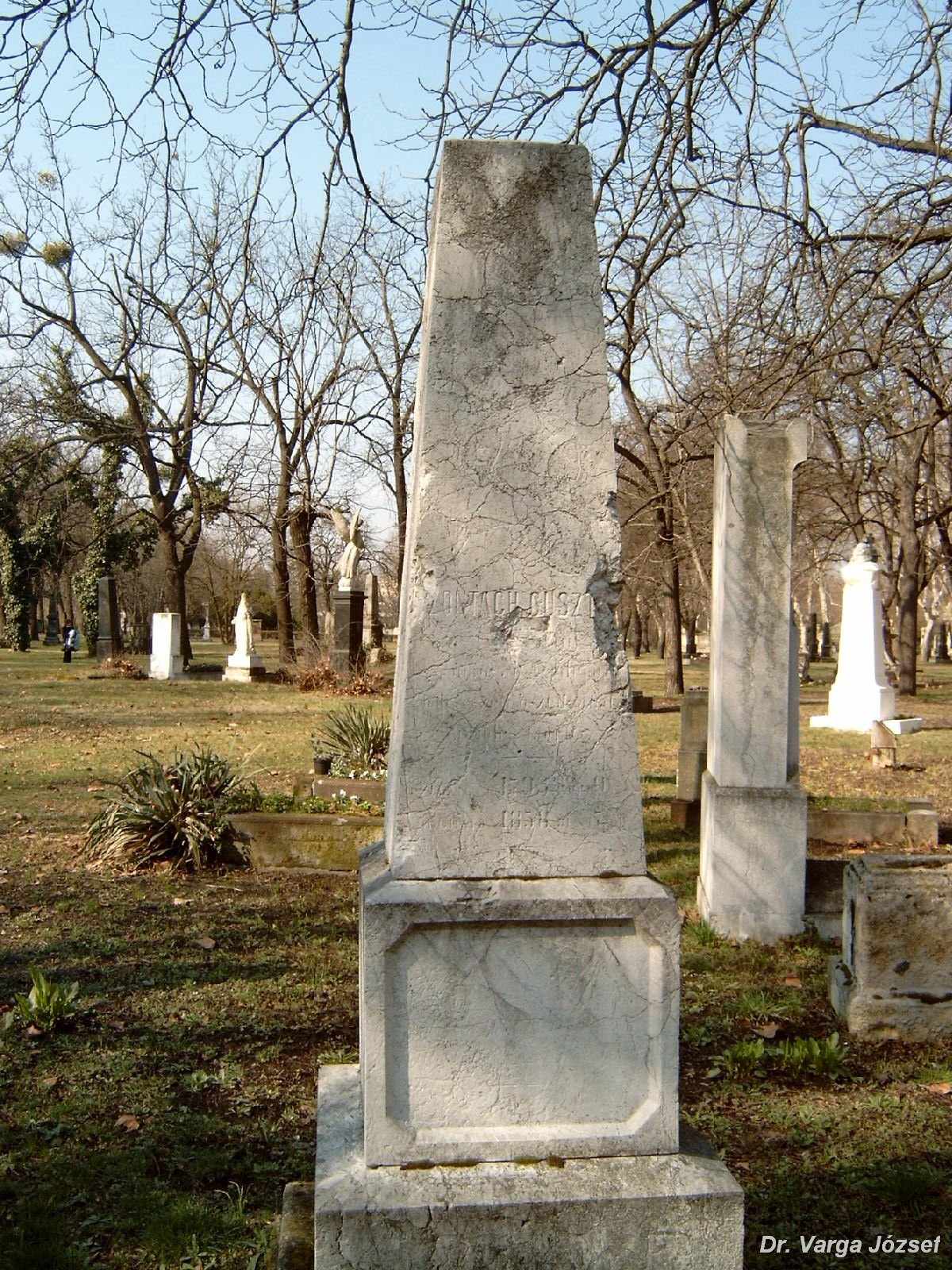
Sírja a Fiumei úti sírkertben, 2007-ben

## Munkái
- Erklärung des Religions-phaenomens. Eine Denk- und Stylübung. Ofen, 1823.
- Der Charakter der Italiener aus gesellschaftlichen, Staats- und kirchlichen Verhältnissen erklärt. Uo. 1824.
- Propylaeumok a magyar philosophiához, tekintettel hazánk viszonyaira. Uo. 1839.
- Propylaeumok a társasági philosophiához, tekintettel hazánk viszonyaira. Buda, 1843. Online
- A szenvedelmes dinnyész. Körülményes útmutatás jeles dinnyék termesztésére. Miskolcz, 1843. (2. kiadás. Pest, 1854. 3. k. megbővítve Galgóczy Károlytól).
- Útmutatás az okszerű dohánytermesztésre. Koszorúzott népszerű értekezés. Buda, 1846. (2. kiadás. Pest, 1854).
- A magyar egyezményes philosophia ügye, rendszere, módszere és eredményei. Pest, 1855.
- A magyar Parthenon alapjai. Uo. 1856. (Különny. a M. Akadémiai Értesítőből).